# Аблямітов Джульверн Тевфікович
Аблямі́тов Джульве́рн Тевфі́кович (9 січня 1938, Сімферополь, СРСР — 13 квітня 2010, Сімферополь, Україна) — радянський промисловець та український кримськотатарський політик, член Меджлісу кримськотатарського народу, депутат Верховної Ради Криму II скликання (1994–1998).

## Життєпис
Джульверн Аблямітов народився у Сімферополі. Після депортації у 1944 році опинився у середньоазіатській частині СРСР. Закінчив Ташкентський гірничий технікум, працював електрослюсарем шахти «Ленінвугілля» в Караганді. З 1959 по 1962 рік проходив службу в лавах Радянської армії, після чого влаштувався вантажником Ленморторгпорту в місті Ленінград. У 1968 році закінчив Ленінградський політехнічний інститут імені Калініна. Протягом 1968–1982 років працював на сєвєродвінському підприємстві «Зірочка», пройшовши шлях від інженера до начальника ВТБ заводу. У 1982–1983 роках займав посаду головного спеціаліста з електропостачання у науково-дослідницькому проектно-технічному бюро «Онега». З 1983 по 1988 рік працював на заводі прицепів у Ленінську, обіймав посади інженера-енергетика цеху № 3, виконуючого обов'язки головного енергетика, голови профкому. У 1988–1991 роках — старший інженер промислового кооператива «Янгилик» (Андижан).
У 1991 році Джульверн Аблямітов повернувся до Криму. Був членом Меджлісу кримськотатарського народу, обіймав посаду заступника голови Меджлісу з питань самоврядування. З травня 1994 року по квітень 1998 — депутат Верховної Ради Криму II скликання. З жовтня 1997 до закінчення депутатського терміну — голова Постійної комісії ВР Криму з національної політики та проблем депортованих громадян. З квітня 1998 року працював у складі робочої групи з підготовки пропозиції щодо питань, пов'язаних з поверненням депортованих кримських татар. У 2000–2001 роках — заступник голови управління капітального будівництва Республіканського комітету Криму з питань національностей та депортованих громадян.
Джульверн Аблямітов помер після важкої хвороби 13 квітня 2010 року у Сімферополі.